# Lineus kennelii
Lineus kennelii är en djurart som tillhör fylumet slemmaskar, och som beskrevs av Heinrich Bürger 1892. Lineus kennelii ingår i släktet Lineus och familjen Lineidae. Inga underarter finns listade i Catalogue of Life.